# Comuna de Małomice
Małomice (polaco: Gmina Małomice) é uma gminy (comuna) na Polónia, na voivodia da Lubúsquia e no condado de Żagański.
De acordo com os censos de 2004, a comuna tem 5518 habitantes, com uma densidade 69,4 hab/km².

## Área
Estende-se por uma área de 79,5 km², incluindo:
- área agricola: 45%
- área florestal: 45%

## Demografia
Dados de 30 de Junho 2004:
|                      | Total   | Total | Mulheres | Mulheres | Homens  | Homens |
| -------------------- | ------- | ----- | -------- | -------- | ------- | ------ |
|                      | pessoas | %     | pessoas  | %        | pessoas | %      |
| População            | 5518    | 100   | 2840     | 51,5     | 2678    | 48,5   |
| Densidade (pop./km²) | 69,4    | 100   | 35,7     | 35,7     | 33,7    | 33,7   |

De acordo com dados de 2002, o rendimento médio per capita ascendia a 1203,48 zł.

## Subdivisões
- Bobrzany, Chichy, Janowiec, Lubiechów, Śliwnik, Żelisław.

## Comunas vizinhas
- Osiecznica, Szprotawa, Żagań